# Ologamasidae
Ologamasidae zijn  een familie van mijten. Bij de familie zijn 45 geslachten met circa 450 soorten ingedeeld.